# Joachim Faiguet de Villeneuve
Joachim Faiguet de Villeneuve, né le 16 octobre 1703 à Moncontour et mort le 10 novembre 1781 à Néris-les-Bains (Allier), est un économiste français considéré comme l’un des créateurs en France de la science de l’Économie politique et l’un des précurseurs de la Sécurité sociale.

## Biographie
Joachim Faiguet de Villeneuve est le fils de Pierre Faiguet, seigneur des Noës, et d'Hélène Le Clercq.
D’abord maître de pension à Paris, et ensuite trésorier de France au bureau des finances de la généralité de Châlons, Faiguet rédigea plusieurs articles, dont  « Citation », « Dimanche », « Épargne », « Étude », « Explicite », « Expulser », « Extraction des racines », « Fêtes des chrétiens », « Fidèle », « Langue nouvelle », « Maîtrises », « Moraves », « Sanctification », « Terres, mesure des », « Usure », de l’Encyclopédie de Diderot.
Dans cette encyclopédie, à la rubrique « Dimanche », il prône l'emploi des pauvres le dimanche après-midi à des tâches d'intérêt collectif, tant pour leur procurer un revenu supplémentaire que pour les préserver des risques de l'oisiveté.
Faiguet se fit encore connaître par différents morceaux de prose et de vers insérés au Mercure et dans d’autres journaux.
Il inventa, pour le service des armées, une sorte de fours mobiles et portatifs, dont les Mémoires de l’académie des sciences de l’année 1761, font une mention honorable.
Il est aussi le premier qui ait fabriqué en France un pain composé avec trois parties égales de froment, de seigle et de pommes de terre.
Il épouse en 1756 Marie Élisabeth Verrouquier, dame de Saint-Arguier (à Durdat), d'une famille de la région de Montluçon.

## Œuvres
- L’Économe politique, contenant des moyens pour enrichir et perfectionner l’espèce humaine (lire en ligne sur Gallica), publié en 1762, réédité sous le titre L'Ami des Pauvres ou L'Économie Politique en 1763 à laquelle il adjoint un Mémoire pour la diminution des fêtes :Dans une des dissertations que ce traité renferme, Faiguet propose l’établissement d’une régie ou compagnie perpétuelle dans le royaume, pour recevoir les petites épargnes des artisans, des domestiques, etc.  Son "Mémoire sur la diminution des fêtes fut imprimé avec des signes ou caractères nouveaux qui le rendent fort difficile à lire. Il pensait que l’orthographe du français devait être rapprochée de sa prononciation.
- Mémoires sur la conduite des finances et sur d’autres objets intéressants, Amsterdam, 1770, in-12.
- Légitimité de l’usure légale, où l’on prouve son utilité, etc., Amsterdam, Rey, 1770, in-12.Faiguet discute, dans ce volume, les passages de l’Ancien et du Nouveau Testament sur l’usure.
- Utile emploi des religieux et des communautés, ou Mémoire politique à l’avantage des habitants de la campagne, Amsterdam, 1770, in-12.